# Héron de Humblot
Ardea humbloti
Espèce
Répartition géographique
Statut de conservation UICN

 EN C2a(ii) : En danger
Le Héron de Humblot (Ardea humbloti), dit aussi Héron de Madagascar, est une espèce d'oiseaux, des hérons, de la famille des Ardeidae, présent à Madagascar et menacé. 
Le Héron de Humblot est une espèce en danger, avec une population estimée entre 1 000 et 3 000 individus. Ses populations déclinent par la chasse, le ramassage des œufs et la destruction de son habitat par l'agriculture.

## Nomenclature
Son nom rend hommage au botaniste français Léon Humblot (1852-1914).

## Description
C'est un oiseau d'environ 100 cm de longueur, de couleur gris mauve sombre avec une calotte noire. Le bec est jaunâtre à base noire, et les pattes brunes. 

## Écologie
Il se nourrit de poissons qu'il pêche à l'affût.  

## Distribution et habitat
À Madagascar, il est commun sur les côtes nord et ouest de l'île (région de Toliara en particulier) mais également à l'intérieur des terres, notamment près du Lac Alaotra, mais est aussi présent aux Comores et à Mayotte. 
Il aime les eaux profondes, salées ou douces, avec des grands poissons. Il fréquente les récifs et les zones intertidales.  